# Pieve Fosciana
Pieve Fosciana – miejscowość i gmina we Włoszech, w regionie Toskania, w prowincji Lukka.
Według danych na rok 2004 gminę zamieszkiwało 2365 osób, 84,5 os./km².